# The Spoilers (pel·lícula de 1930)
The Spoilers és una pel·lícula pre-codi dirigida per Edwin Carewe i protagonitzada per Gary Cooper i Betty Compson. La pel·lícula, basada en la novel·la homònima de Rex Beach, es va estrenar el 20 de setembre de 1930.

## Argument
Mentre viatja cap a Nome, Alaska, on és un dels propietaris d'una lucrativa mina anomenada “The Midas”, Roy Glenister coneix Helen Chester de la que s'enamora. Quan arriba a Nome, descobreix que els seus socis, Slapjack Simms i Joe Dextry, es troben enmig d'una disputa legal amb tres funcionaris corruptes: el mariscal dels Estats Units Voorhees, el jutge Stillman, i un polític anomenat Alec McNamara. Han participat en una estafa reclamant els títols de propietat de diverses mines, expulsant els miners, i després fent propietari d'aquestes a McNamara. Els tres funcionaris es volen fer amb The Midas. McNamara també roba els diners de Glenister i els seus socis cosa que impedeix que sol·licitin ajuda legal als Estats Units. Quan Dextry i Glenister planifiquen vigilar la mina, McNamara demana a un grup de soldats que protegeixin "la seva propietat". En el moment en què Glenister i McNamara es preparen per a batre’s a trets, són dissuadides per Helen, que suggereix que els tribunals gestionin la disputa. Més tard, Cherry Malotte, la propietària del saloon, per gelosia, de la berlina menteix a Glennister en explicar-li que Helen i McNamara conspiren per enganyar-lo cosa que provoca la baralla entre Glennister i McNamara. Glenister venç la disputa i guanya la mà de Helen.

## Repartiment
- Gary Cooper (Roy Glenister)
- Kay Johnson (Helen Chester)
- Betty Compson (Cherry Malotte)
- William "Stage" Boyd (Alec McNamara)
- Harry Green (Herman)
- Slim Summerville (Slapjack Simms)
- James Kirkwood (Joe Dextry)
- Lloyd Ingraham (jutge Stillman)
- Oscar Apfel (Struve)
- George Irving (William Wheaton)
- Knute Erickson (capità Stevens)
- Merrill McCormick (miner)
- Charles K. French (home al bar)
- Jack Holmes (Voorhees)
- John Beck (Hanson)